# Шепарович Юрій Зеновійович
Юрій Зеновійович Шепарович (5 травня 1897, с. Колодіївка, нині Івано-Франківський район, Івано-Франківська область — 26 квітня 1973, м. Лексінгтон, округ Грін, штат Нью-Йорк, США) — український військовик та кооперативний діяч. Четар УГА. Брат Романа, Лева та Юліяна Шепаровичів.

## Життєпис

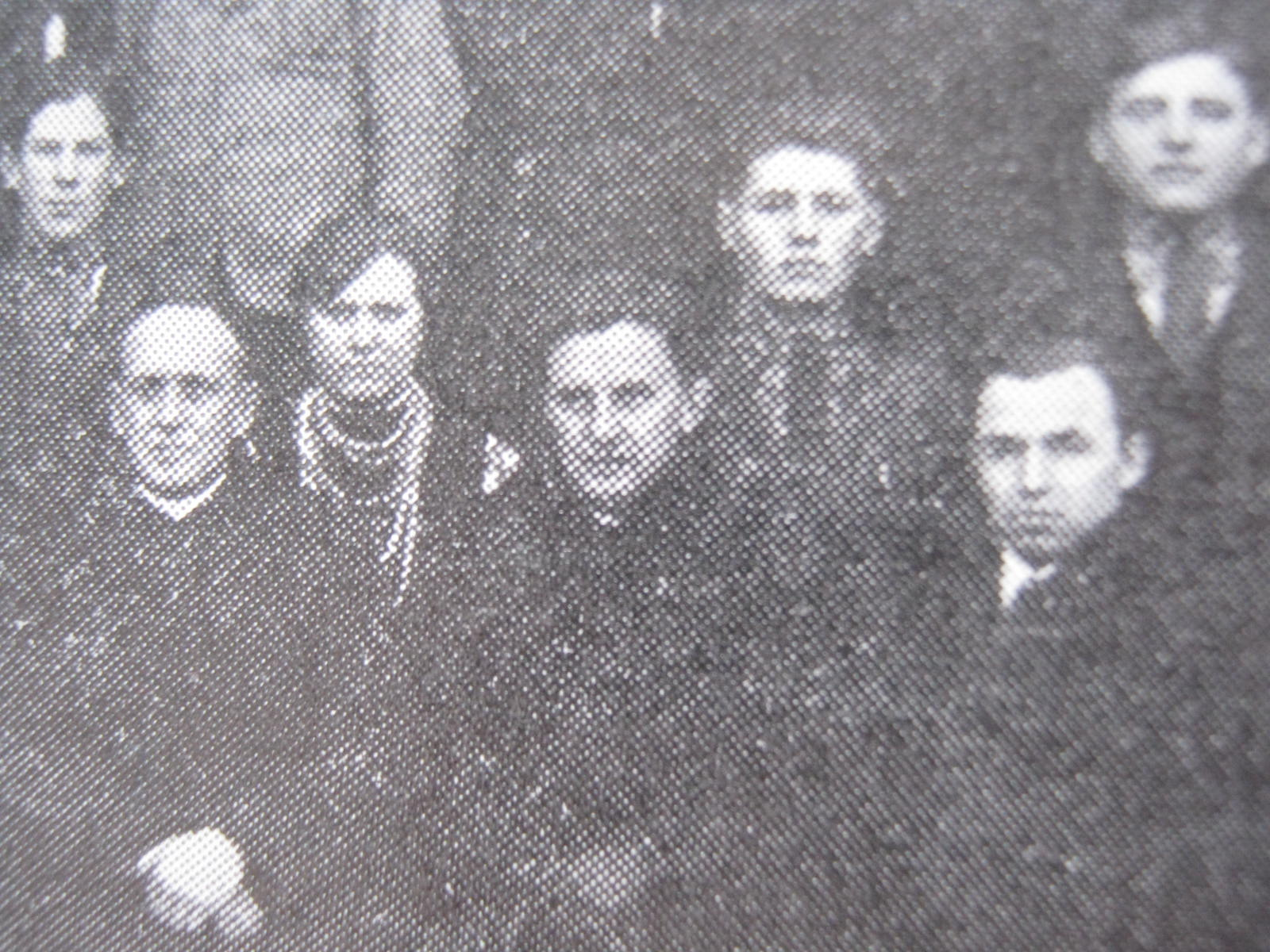
Юрій Шепарович (в центрі). Зелена, 1932 р.

Народився 5 травня 1897 році у селі Колодіївка поблизу Станиславова.
Закінчив гімназію в Коломиї та економічний факультет у Празі.
У 16 років добровольцем вступив на службу до легіону УСС. Старшинську школу закінчив у Моравії.
Під час другого відступу Української Галицької Армії був командантом пробоєвої сотні 1-ї бригади УСС. Важко поранений 13 липня 1919 року під Садками у кривавому бою проти кавалерії ген. Люціяна Желіґовського. У 1920—1921 роках був інтернований у польському таборі в с. Пикуличах поблизу Перемишля.
З 1927 року працював начальним директором Бучацького Повітового Союзу Кооператив у Бучачі (зокрема, у грудні 1932 року сфотографований у приміському селі Зеленій), Сокалі та Бережанах.
Пізніше емігрував до США. Помер 26 квітня 1973 року, похований на кладовищі в місті Лексінгтон, штат Нью-Йорк.